# شئ (حديبو)

تعديل مصدري - تعديل

شئ هي إحدى قرى مديرية حديبو التابعة لمحافظة سقطرى، بلغ تعداد سكانها 21 نسمة حسب تعداد اليمن لعام 2004.